# Thermen van Commodus
De Thermen van Commodus (Latijn:Thermae Commodianae) was een thermencomplex in het oude Rome.
De thermen werden gebouwd door Marcus Aurelius Cleander, een vrijgelaten slaaf die een van de belangrijkste vrienden van keizer Commodus was. Het badcomplex stond in het eerste district van Rome, vermoedelijk ten zuiden van de later gebouwde Thermen van Caracalla. Volgens Hiëronymus werd het complex in het jaar 183 gebouwd. De geschiedschrijver Herodianus meldt dat het een groot complex was, maar nadat de gebouwen in de middeleeuwen verloren gingen zijn er nooit restanten van teruggevonden.

## Referentie
- L. Richardson, jr, A New Topographical Dictionary of Ancient Rome, Baltimore - London 1992. pp.390. ISBN 0801843006